# Galeopsis circella
Galeopsis circella är en mossdjursart som först beskrevs av Hayward och Cook 1979.  Galeopsis circella ingår i släktet Galeopsis och familjen Celleporidae. Inga underarter finns listade i Catalogue of Life.